# Cricket-Viktoria 1897 Magdebourg
Maillots
Le Magdeburger FuCC Viktoria 1897 fut un club allemand de football localisé dans le district de Cracau, puis de Altstadt à Magdebourg en Saxe-Anhalt.
Le 6 juin 2004, un nouveau club fut créé par l’équipe réserve du WSG Cracau, sous l’appellation Cricket 04 Magdeburg, qui partage le Seiler Wiesenstadion avec d’autres équipes.

## Histoire
Le club fut fondé le 16 juin 1897 par la fusion entre le FuCC Regatta Magdeburg et le FC Gut Stoss Magdeburg. Aux origines, il s’agit d’une équipe de Cricket. Dans la dernière partie du XIXe siècle, ce sport fut très populaire sur le continent européen au même titre que le football et le rugby à XV.
L’intérêt pour le football grandit rapidement et en janvier 1906, le FuCC Viktoria 1897 fut un des fondateurs de la Fédération allemande de football (DFB).
Le club fut aussi membre de la Verband Mitteldeutscher Ballspiel-Vereine (VMBV), la fédération régionale.
Le Cricket Viktoria n’obtint jamais de grand résultat sur le plan national. Le club remporta plusieurs fois son championnat local, la Gau Mittelelbe mais ne parvint jamais à atteindre le tour final national. 
En 1921, la section football s’accrut avec l’arrivée du Magdeburger TV 1848.
Dès leur arrivée au pouvoir, en 1933, les Nazis réformèrent les compétitions de football et créèrent seize ligues: les Gauligen. À cette époque, le Cricket Viktoria 1897 jouait au 2e niveau régional, dans la Bezirksklasse Magdeburg-Anhalt. Le MFuCC Viktoria 1897 y remporta le titre en 1934 et fut promu en Gauliga Centre. Il y resta jusqu’en 1942 en y décrochant les titres de vice-champion en 1936 et 1938.
Ensuite, l’équipe affaiblie par le départ forcé de nombreux joueurs enrôlés dans l’armée ne joua plus aucun rôle déterminant.
Après la reddition de l’Allemagne nazie, le club fut dissous par les alliés, comme tous les clubs et association allemands. Le cercle fut cependant rapidement reconstitué par la majorité de ses anciens membres sous l’appellation SG Magdeburg-Altstadt. De son côté, le futur joueur vedette, Ernst "Anti" Kümmel rejoignit le SG Sudenburg, qui allait plus tard prendre le nom de 1. FC Magdebourg.
En 1949, la ville de Magdebourg et la Saxe-Anhalt firent partie de la RDA. Comme tous les clubs sportifs d’Allemagne de l’Est, le cercle vécut selon les humeurs des dirigeants politiques. Le SG Magdeburg-Altstadt reçut le nom de BSG Grün-Rot Stadt Magdeburg puis de BSG Einheit Magdeburg en 1950.
En 1952, la section football fut fusionnée avec le BSG Aufbau Börde Magdeburg. Cela marqua la fin du Magdeburger FuCC Viktoria 1897 initial.
De nos jours, Börde est toujours actif dans le MSV Börde 1949.

## Stades
Le club joua ses premières rencontres au Großer Cracauer Anger jusqu’en 1912. L’année suivante, le club s’installa à la Kricketerplatz dans le district de Cracau dans l’Est de Magdebourg, tout près de la Jerichowerstrasse et de la Herrenkrugstrasse, sur un site appartenant à l’armée allemande.
Le nouveau stade fut terminé en 1922. Le match inaugural fut joué le 20 août, contre le SpVgg Fürth qui vint s’imposer (0-8). En 1932, le stade fut agrandit jusqu’à une contenance de 40 000 places. Le 5 novembre 1933, il afficha complet pour un match amical (2-2) entre l’Allemagne et la Norvège.
En 1936, dans la mouvance du réarmement allemand provoqué par les Nazis, l’armée réclama sa propriété. Le stade fut démoli pour céder la place à une caserne (Hindenburg Kaserne). Le Cricket-Viktoria alla alors vers le Polizeistadion à la Hasselbachplatz dans le district d’Altstadt, où il resta jusqu’en 1952.

## Palmarès
- Champion de la Gau Mittelelbe: 1910, 1911, 1912, 1913, 1914, 1925, 1928, 1929
- Vainqueur de la Coupe de Mittelelbe: 1911, 1927
- Champion de la Bezirksklasse Magdebourg: 1934
- Vice-champion de la Gau VI Mitte: 1936, 1938